# Walter Wolfrum
 (mai 2023).
Si vous disposez d'ouvrages ou d'articles de référence ou si vous connaissez des sites web de qualité traitant du thème abordé ici, merci de compléter l'article en donnant les références utiles à sa vérifiabilité et en les liant à la section « Notes et références ».
Walter Wolfrum, né le 23 mai 1923 à Schmölz et décédé le 26 août 2010 à Schwabach, était un pilote de la Luftwaffe durant la Seconde Guerre mondiale. On lui crédite 137 victoires aériennes. Il est récipiendaire de la croix de chevalier de la croix de fer. Après la guerre, il est devenu un pilote de voltige aérienne, remportant le championnat allemand en 1962 et terminant à la seconde place en 1961, 1963, 1964 et 1966.

## Récompenses
- Ehrenpokal der Luftwaffe (20 avril 1944)
- Croix allemande en or en tant que leutnant dans le 5/JG 52 (18 mai 1944)
- Croix de chevalier de la croix de fer en tant que leutnant et pilote dans le I/JG 52 (27 juillet 1944)